# Tonton Jo
Joseph Mondésir, dit Tonton Jo, né en 1942 à Saint-Laurent-du-Maroni et mort en février 2015, en Guyane est un auteur-compositeur-interprète français.

## Discographie
- Venez à nous ;
- Fils de l’esclave ;
- La vie Danbois ;
- Aboubou ;
- Domino ;
- Le roi du Colombo ;
- Mon ami Cayenne ;
- Célibataire… [2]